# Jean-Gabriel-Honoré Greppo
Jean-Gabriel-Honoré Greppo (3 de setembro de 1788, em Lyon – 22 de setembro de 1863, em Belley ) foi um cônego francês lembrado por suas pesquisas nos campos da arqueologia e dos estudos orientais. Ele era parente do cânone Jean-Baptiste Greppo (1712–1767), conhecido por suas investigações arqueológicas da Lyon antiga.

## Biografia
Ele recebeu sua educação em Lyon, depois frequentou o seminário de St. Sulpice em Paris. A partir de 1807 foi associado ao seminário de Santo Irineu de Lyon e posteriormente tornou-se pároco em Saint-Just. Em 1823 foi nomeado vicaire général de Belley.
Foi membro correspondente da Académie des Inscriptions et Belles-Lettres (1840–1863) e da Académie des sciences, belles-lettres et arts de Savoie (1834).

## Obras literárias (seleção)
- Dissertation sur les laraires de l'empereur Sévère Alexandre, 1834 – Dissertation on the lararia of Emperor Alexander Severus.
- Esquisse de l'histoire de la monnaie chez les Hébreux, 1837 – Esboço sobre a história do dinheiro entre os hebreus.
- Essai sur le système hiéroglyphique de M. Champollion le jeune et sur les avantages qu'il offre à la critique sacrée, 1829 – Ensaio sobre o sistema hieroglífico de Jean-François Champollion, etc.
- Notes historiques, biographiques, archéologiques et littéraires concernant les premiers siècles chrétiens, 1841 –  Notas históricas, biográficas, literárias e arqueológicas, a respeito dos primeiros séculos cristãos.
- Etudes archéologiques sur les eaux thermales ou minérales de la Gaule à l'époque romaine, 1846 – Estudos arqueológicos sobre as águas termais / minerais da Gália durante a era romana.